# Пожег (Коми)
По́жег — село в Усть-Куломском районе Республики Коми, административный центр сельского поселения Пожег.

## География
Расположено на левом берегу Вычегды на расстоянии примерно 44 км по прямой от районного центра села Усть-Кулом на северо-восток.

## История
Основано в 1676 году. В 1678 году здесь (починок Усть-Пожег) было 5 дворов. С 1686 года село (построена деревянная Троицкая церковь). В 1784 в селе Пожег насчитывалось 62 двора и 495 жителей, в 1859—130 и 931. Каменная церковь построена в 1862 году. В 1892 в селе жили 1255 человек, в 1926 числилось 29 дворов, 127 жителей (видимо село разделилось на более мелкие населённые пункты). В 1970 в Пожеге жили 609 человек; в 1979—666; в 1989—570; в 1995—553.

## Население
Постоянное население составляло 516 человек (коми 97 %) в 2002 году, 424 в 2010.

## Археология
Пожегское городище на Выми, на котором были найдены различные подвески из зубов песца и челюсти горностая, на раннем этапе функционирования представляло собой опорный пункт новгородских сборщиков дани
.